# Пасо ди Лаваце
Пасо ди Лаваце је насеље у Италији у округу Тренто, региону Трентино-Јужни Тирол.
Према процени из 2011. у насељу је живело 2 становника. Насеље се налази на надморској висини од 1816 м.